# Monte Alto (ort i Brasilien, São Paulo, Monte Alto)
Monte Alto är en ort i Brasilien.   Den ligger i kommunen Monte Alto och delstaten São Paulo, i den sydöstra delen av landet, 600 km söder om huvudstaden Brasília. Monte Alto ligger 723 meter över havet och antalet invånare är 41 893.
Terrängen runt Monte Alto är platt österut, men västerut är den kuperad. Monte Alto ligger uppe på en höjd. Runt Monte Alto är det ganska tätbefolkat, med 144 invånare per kvadratkilometer.. Närmaste större samhälle är Jaboticabal, 18,0 km öster om Monte Alto.
Omgivningarna runt Monte Alto är en mosaik av jordbruksmark och naturlig växtlighet.